# Шарения остров
Шарения остров е защитена местност в България. Разположена е в землището на Първомай.
Разположена е на площ 1,36 ha. Обявена е на 21 януари 1964 г. с цел опазване на типична, естествено формирала са лонгозна рактителност върху островно образувание на река Марица. Защитената местност е част от защитената зона от Натура 2000 Марица Първомай по Директивата за птиците.
На територията на защитената местност се забраняват:
- разораването и разкопаването;
- промяната в начина на трайно ползване на земята;
- пашата и бивакуването на хора и домашни животни;
- изсичането, изкореняването и увреждането на дървесна и храстова растителност;
- залесяването с неместни за района дървесни и храстови видове;
- търсенето, проучването и добивът на подземни богатства;
- строителството;
- паленето на огън;
- замърсяването с отпадъци.[1]